# 다른 자리 입체성 조절

효소의 다른 자리 입체성(알로스테릭) 조절

다른 자리 입체성 조절(영어: allosteric regulation)은 생화학에서 효소의 활성 부위가 아닌 다른 부위에 효과인자와 결합하여 효소를 조절하는 것이다. 알로스테릭 조절, 알로스테릭 제어(영어: allosteric control), 다른 자리 입체성 제어라고도 한다.
효과인자가 결합하는 부위를 다른 자리 입체성 부위 또는 알로스테릭 부위(allosteric site) 또는 조절 부위(regulatory site)라고 한다. 다른 자리 입체성 부위는 효과인자가 단백질에 결합하도록 허용하여 종종 입체구조적 변화 및 단백질 동역학의 변화를 초래한다. 단백질의 활성을 향상시키는 효과인자는 다른 자리 입체성 활성화제(allosteric activator) 또는 알로스테릭 활성화제라고 하며, 단백질의 활성을 감소시키는 효과인자는 다른 자리 입체성 저해제(allosteric inhibitor) 또는 알로스테릭 저해제라고 한다.
다른 자리 입체성 조절은 하류 생성물로부터의 피드백 또는 상류 기질의 피드포워드와 같은 조절 루프의 자연스러운 예이다. 장거리 다른 자리 입체성 효과는 세포 신호전달에 특히 중요하다. 다른 자리 입체성 조절은 또한 효소의 활성을 조절하는 세포의 능력에 있어서 특히 중요하다.
다른 자리 입체성 효과(allostery) 또는 알로스테릭 효과라는 용어는 고대 그리스어에서 "기타(other)"를 의미하는 "allos (ἄλλος)" 및 "고체(solid) 또는 대상(object)"을 의미하는 "stereos (στερεός)"에서 유래하였다. 이는 다른 자리 입체성 단백질의 조절 부위가 활성 부위와 물리적으로 다르다는 사실과 관련이 있다. 알로스테릭 효과는 효소의 활성화를 위해 입체구조적 변화가 필요하지 않은 기질 제시와 대조된다.

## 모델

A – 활성 부위
B – 알로스테릭 부위
C – 기질
D – 저해제
E – 효소
이것은 효소의 알로스테릭 조절에 대한 모식도이다.

많은 다른 자리 입체성 효과는 모노, 와이만, 찬듀가 제시한 모노-와이만-찬듀 모델(MWC 모델 또는 협동 모델이라고도 함) 또는 코쉬랜드, 네메티(Nemethy), 필머(Filmer)가 설명한 순차 모델(KNF 모델이라고도 함)로 설명할 수 있다. 둘 다 단백질 소단위체가 긴장된(T) 또는 이완된(R)의 두 가지 입체구조 중 하나로 존재하며 이완된 소단위체가 긴장된 소단위체보다 기질에 더 쉽게 결합한다고 가정한다. 이 두 가지 모델은 소단위체 상호작용과 두 상태의 사전 존재에 대한 가정에서 가장 차이가 난다. 소단위체가 두 가지 이상의 입체구조로 존재하는 단백질의 경우 쿠엔데(Cuendet), 바인슈타인(Weinstein), 레빈(LeVine)이 설명한 알로스테리 지형 모델(allostery landscape model)을 사용할 수 있다. 다른 자리 입체성 조절은 대규모의 저에너지 입체구조적 변화의 진화에 의해 촉진될 수 있으며, 이는 멀리 떨어진 결합 부위 사이의 장거리 다른 자리 입체성 상호작용을 가능하게 한다.

### 협동 모델
대칭 모델(symmetry model) 또는 MWC 모델이라고도 하는 다른 자리 입체성 조절의 협동 모델(concerted model)은 어떤 소단위체의 입체구조적 변화가 필연적으로 다른 모든 소단위체에 부여되는 방식으로 효소 소단위체가 연결되어 있다고 가정한다. 따라서 모든 소단위체는 동일한 입체구조로 존재해야 한다. 또한 이 모델은 리간드(기질 또는 기타 분자)가 없는 경우 평형 상태는 T 또는 R 입체구조적 상태 중 하나를 선호한다고 주장한다. 하나의 리간드(다른 자리 입체성 효과인자 또는 리간드)가 활성 부위와 다른 부위에 결합함으로써 평형이 R 또는 T 상태로 전환될 수 있다.

### 순차 모델
다른 자리 입체성 조절의 순차 모델(sequential model)은 어떤 소단위체의 입체구조적 변화가 다른 소단위체에서도 유사한 변화를 유도하는 방식으로 소단위체가 연결되어 있지 않다고 주장한다. 따라서 모든 효소 소단위체는 동일한 입체구조를 필요로 하지 않는다. 더욱이 순차 모델은 기질 분자가 유도 적합 프로토콜을 통해 결합함을 나타낸다. 이러한 유도 적합은 소단위체를 긴장된 상태에서 이완된 상태로 변환시키지만 입체구조적 변화를 인접한 소단위체로 전파하지는 않는다. 대신 한 소단위체에서의 기질 결합은 다른 소단위체의 구조를 약간만 변경하여 해당 소단위체의 결합 부위가 기질을 더 잘 수용할 수 있도록 한다. 요약하면 다음과 같다.
- 소단위체는 동일한 입체구조로 존재할 필요가 없다.
- 기질 분자는 유도 적합 프로토콜을 통해 결합한다.
- 입체구조적 변화는 모든 소단위체에 전파되지 않는다.

### 모르페인 모델
다른 자리 입체성 조절의 모르페인 모델은 해리성 협동 모델이다.
모르페인은 생리학적으로 중요하고 기능적으로 다른 대체 4차 어셈블리의 앙상블로 존재할 수 있는 동종올리고머이다. 대체 모르페인 어셈블리 사이의 전환에는 올리고머 해리, 해리 상태의 입체구조적 변화 및 다른 올리고머로의 재조립이 포함된다. 필요한 올리고머 분해 단계는 다른 자리 입체성 조절을 위한 모르페인 모델을 기존의 MWC 모델 및 KNF 모델과 차별화한다.
포르포빌리노젠 생성효소(PBGS)는 모르페인의 프로토타입이다.

### 앙상블 모델
다른 자리 입체성 조절의 앙상블 모델은 다른 자리 입체성 시스템의 통계적 앙상블을 위치 에너지 함수의 함수로 열거한 다음 다른 자리 입체성 효과의 특정 통계 측정값을 에너지 함수의 특정 에너지 요엉(예: 두 도메인 사이의 분자간 염다리)와 연관시킨다. 앙상블 알로스테릭 모델(allosteric model) 및 알로스테릭 아이싱 모델(allosteric ising model)과 같은 앙상블 모델은 시스템의 각 도메인이 WMC 모델과 유사한 두 가지 상태를 채택할 수 있다고 가정한다. 쿠엔데, 바인슈타인, 레빈이 도입한 알로스테릭 지형 모델을 사용하면 도메인이 여러 상태를 가질 수 있으며 주어진 알로스테릭 커플링에 대한 특정 분자 상호작용의 기여도는 엄격한 규칙을 사용하여 추정할 수 있다. 분자동역학 시뮬레이션을 사용하면 시스템의 통계적 앙상블을 추정하여 알로스테리 지형 모델로 분석할 수 있다.

## 다른 자리 입체성 조절인자
다른 자리 입체성 조절인자(알로스테릭 조절인자)는 생화학 및 약리학에서 분자와 효소의 활성을 변경하는 데 사용된다. 비교를 위해 일반적인 약물은 효소의 활성 부위에 결합하여 기질이 해당 효소에 결합하는 것을 방지하여 효소 활성을 감소시킨다. 알로스테릭 조절은 효과인자가 효소의 알로스테릭 부위(조절 부위라고도 함)에 결합하여 효소의 활성을 변경할 때 일어난다. 알로스테릭 조절인자는 알로스테릭 부위에 맞게 설계되어 효소의 입체구조적 변화, 특히 활성 부위의 형태 변화를 일으키고 이로 인해 효소의 활성이 변화된다. 일반적인 약물과 달리 조절인자는 경쟁적 저해제가 아니다. 이는 효소 활성을 증가시키는 활성화(양성) 또는 효소 활성 감소를 유발하는 저해(음성)일 수 있다. 알로스테릭 조절을 사용하면 특정 효소의 활성의 효과를 제어할 수 있다. 결과적으로 알로스테릭 조절인자는 약리학에서 매우 효과적이다. 생물학적 시스템에서 알로스테릭 조절은 기질 제시에 의한 조절과 구별하기 어려울 수 있다.

## 에너지 감지 모델
에너지 감지 모델의 예는 사람의 대식세포에 완벽하게 적응한 세균인 결핵균(Mycobacterium tuberculosis)에서 볼 수 있다. 효소의 부위는 서로 다른 기질 간의 통신 역할을 한다. 특히, AMP와 포도당 6-인산(G6P) 사이에서 그러하다. 이와 같은 부위는 효소 성능에 대한 감지 메커니즘 역할도 한다.

### 양성 조절
양성 알로스테릭 조절(알로스테릭 활성화(allosteric activation)라고도 함)은 어떤 리간드의 결합이 기질 분자와 다른 결합 부위 사이의 인력을 강화시킬 때 일어난다. 예를 들어, 산소 분자가 헤모글로빈에 결합하는 경우가 있는데, 여기서 산소는 사실상 기질이자 효과인자이다. 알로스테릭 부위 또는 "기타" 부위는 인접한 단백질 소단위체의 활성 부위이다. 하나의 소단위체에 산소가 결합하면 해당 소단위체의 입체구조적 변화가 유도되어 나머지 활성 부위와 상호작용하여 산소 친화혁을 증가시킨다. 알로스테릭 활성화의 또 다른 예는 세포질 IMP-GMP 특이적 5'-뉴클레오타이데이스 II(cN-II)에서 볼 수 있으며, 여기서 기질인 GMP에 대한 친화력은 이합체 경계면에서 GTP 결합 시 증가한다.

### 음성 조절
음성 알로스테릭 조절(알로스테릭 저해(allosteric inhibition)라고도 함)은 어떤 리간드의 결합이 다른 활성 부위의 기질에 대한 친화력을 감소시킬 때 일어난다. 예를 들어, 2,3-비스포스포글리세르산(2,3-BPG)이 헤모글로빈의 알로스테릭 부위에 결합하면 모든 소단위체의 산소 친화력이 감소한다. 이는 결합 부위에 조절인자가 없는 경우이다.
직접 트롬빈 저해제는 음성 알로스테릭 조절의 훌륭한 예이다. 잠재적으로 항응고제로 사용될 수 있는 트롬빈의 알로스테릭 저해제가 발견되었다.
또 다른 예는 글리신 수용체의 알로스테릭 저해제 역할을 하는 경련성 독인 스트리크닌이다. 글리신은 포유류의 척수와 뇌줄기에서 주요 시냅스 후 억제성 신경전달물질이다. 스트리크닌은 글리신 수용체의 별도 결합 부위에서 알로스테릭 방식으로 작용한다. 즉, 그 결합은 글리신에 대한 글리신 수용체의 친화성을 낮춘다. 따라서 스트리크닌은 억제성 전달물질의 작용을 억제하여 경련을 유발한다.
음성 알로스테릭 조절이 나타날 수 있는 또 다른 사례는 ATP와 해당과정을 조절하는 음성 피드백 루프 내의 효소인 포스포프럭토키네이스 사이에서 볼 수 있다. 포스포프럭토키네이스(일반적으로 PFK라고 함)는 해당과정의 세 번째 단계인 과당 6-인산이 과당 1,6-이중인산으로 인산화되는 과정을 촉매하는 효소이다. 포스포프럭토키네이스는 세포 내 높은 수준의 ATP에 의해 알로스테릭하게 저해될 수 있다. ATP의 수준이 높으면 ATP는 포스포프럭토키네이스의 알로스테릭 부위에 결합하여 효소의 3차원적 형태의 변화를 일으킨다. 이러한 변화로 인해 활성 부위의 기질(과당 6-인산 및 ATP)에 대한 친화력이 감소하고 효소가 비활성인 것으로 간주된다. 이는 ATP 수준이 높을 때 해당과정을 중단시켜 신체의 포도당을 보존하고 세포의 ATP를 균형잡힌 수준으로 유지한다. 이러한 방식으로 ATP는 효소의 기질임에도 불구하고 포스포프럭토키네이스에 대한 음성 알로스테릭 조절인자로 역할을 한다.

## 종류

### 호모트로픽
호모트로픽(homotropic) 알로스테릭 조절인자는 표적 단백질의 기질이자 단백질 활성의 조절 분자이다. 이는 일반적으로 단백질의 활성화제이다. 예를 들어, 산소(O2)와 일산화 탄소(CO)는 헤모글로빈의 알로스테릭 조절인자이다. 마찬가지로, IMP/GMP 특이적 5' 뉴클레오타이데이스에서 하나의 GMP 분자가 사합체 효소의 단일 소단위체에 결합하면 S자형 기질 대 속도 플롯에 의해 밝혀진 바와 같이 후속 소단위체에 의한 GMP에 대한 친화도를 증가시킨다.

### 헤테로트로픽
헤테로트로픽(heterotropic) 알로스테릭 조절인자는 효소의 기질이 아닌 조절 분자이다. 이는 효소의 활성화제 또는 저해제일 수 있다. 예를 들어, H+, CO2 및 2,3-비스포스포글리세르산(2,3-BPG)은 헤모글로빈의 헤테로트로픽 알로스테릭 조절인자이다. IMP/GMP 특이적 5' 뉴클레오타이데이스에서 사량체 효소의 이량체 경계면에서 GTP 분자의 결합은 K형 헤테로트로픽 알로스테릭 활성화를 나타내는 활성 부위에서 기질인 GMP에 대한 친화력을 증가시킨다.
위에서 충분히 강조한 바와 같이, 일부 알로스테릭 단백질은 기질과 다른 분자에 의해 조절될 수 있다. 이러한 단백질은 호모트로픽 상호작용과 헤테로트로픽 상호작용이 모두 가능하다.

### 필수 활성화제
일부 알로스테릭 활성화제는 예를 들어, 카르바모일 인산 합성효소 I에 대한 N-아세틸글루탐산의 활성과 마찬가지로 부재시 표적 효소의 활성이 매우 낮거나 무시할 수 있다는 의미에서 "필수적(essential)" 또는 "의무적(obligate)" 활성화제라고 한다.

## 비조절 알로스테릭 효과
비조절 알로스테릭 부위는 그 자체로는 아미노산이 아닌 효소(또는 단백질)의 비조절 성분이다. 예를 들어, 많은 효소들은 적절한 기능을 보장하기 위해 나트륨 결합을 필요로 한다. 그러나 나트륨이 반드시 조절 소단위체로 작용하는 것은 아니다. 나트륨은 항상 존재하며 효소 활성을 조절하기 위해 나트륨을 추가 또는 제거하는 것으로 알려진 생물학적 과정은 없다. 비조절 알로스테릭 조절은 나트륨 외에 다른 이온(칼슘, 마그네슘, 아연)뿐만 아니라 다른 화합물과 비타민도 포함될 수 있다.

## 약리학
수용체의 알로스테릭 조절은 내인성 리간드의 결합 부위(활성 부위)와 다른 부위(조절 부위)에서 알로스테릭 조절인자의 결합으로 인해 발생하며 내인성 리간드의 효과를 강화하거나 억제한다. 정상적인 상황에서는 수용체 분자의 입체구조적 변화를 유발하여 작용하며, 이로 인해 리간드의 결합 친화도가 변경된다. 이러한 방식으로, 알로스테릭 리간드는 일차 오르토스테릭 리간드에 의해 수용체의 활성화를 조절하고 전기 회로의 조광기 스위치처럼 작용하여 반응의 강도를 조정하는 것으로 생각할 수도 있다.
예를 들어, GABAA 수용체에는 신경전달물질인 γ-아미노뷰티르산(GABA)이 결합하는 두 개의 활성 부위가 있을 뿐만 아니라 벤조다이아제핀 및 전신마취제 조절 결합 부위도 있다. 이러한 조절 부위는 각각 양성 알로스테릭 조절을 하여 GABA의 활성을 강화할 수 있다. 디아제팜은 벤조디아제핀 조절 부위의 양성 알로스테릭 조절인자이며, 디아제팜의 해독제인 플루마제닐은 수용체 길항제이다.
표적을 알로스테릭하게 조절하는 약물의 최근 예로는 부갑상샘기능항진증 치료에 사용되는 약물인 시나칼세트와 HIV 감염 치료에 사용되는 약물인 마라비록이 있다.

### 약물 표적으로서의 알로스테릭 부위
알로스테릭 단백질은 많은 질병에 관여하고 그 중심이 되며, 알로스테릭 부위는 새로운 약물 표적이 될 수 있다. 고전적인 오르토스테릭 리간드에 비해 선호되는 치료제로서 알로스테릭 조절인자를 사용하는 데에는 많은 이점이 있다. 예를 들어, G 단백질 연결 수용체(GPCR)의 알로스테릭 결합 부위는 내인성 리간드를 수용하기 위해 오르토스테릭 부위(영어: orthosteric site)와 같이 동일한 진화적 압력에 직면하지 않았기 때문에 더 다양하다. 따라서 알로스테릭 부위를 표적으로 삼아 더 큰 G 단백질 연결 수용체(GPCR) 선택성을 얻을 수 있다. 이는 수용체 하위 유형에 걸쳐 오르토스테릭 부위의 서열 보존으로 인해 선택적 오르토스테릭 치료가 어려운 G 단백질 연결 수용체에 특히 유용하다. 또한 이러한 조절인자는 잠재적인 독성 효과를 감소시킨다. 왜냐하면 협동성이 제한된 조절인자는 투여된 용량에 관계없이 효과가 상한선에 있기 때문이다. 알로스테릭 조절인자에 고유한 또 다른 유형의 약리학적 선택성은 협동성에 기초한다. 알로스테릭 조절인자는 관심있는 하위 유형을 제외하고 주어진 수용체의 모든 하위 유형에서 오르토스테릭 리간드와 중립적 협동성을 나타낼 수 있으며, 이를 "절대 하위 유형 선택성(absolute subtype selectivity)"이라고 한다. 알로스테릭 조절인자가 상당한 효능을 갖지 않는 경우, 오르토스테릭 리간드에 비해 또 다른 강력한 치료 이점, 즉 내인성 작용제가 존재할 때만 조직 반응을 선택적으로 조정하는 능력을 제공할 수 있다. 올리고머 특이적 저분자 결합 부위는 의학적으로 관련된 모르페인의 약물 표적이다.

## 합성 알로스테릭 시스템
여러 개의 비공유 결합 부위를 포함하는 합성 화합물이 많이 있으며, 이는 한 부위를 차지할 때 입체구조적 변화를 나타낸다. 그러한 초분자 시스템에서 단일 결합 기여 사이의 협동성은 한 결합 부위의 점유가 두 번째 부위에서 친화력 ΔG를 높이는 경우 양성이고, 친화력이 높아지지 않으면 음성이다. 대부분의 합성 알로스테릭 복합체는 하나의 효과인자 리간드의 결합에 따른 입체구조적 재구성에 의존하며, 이는 다른 결합 부위에서 두 번째 리간드의 결합을 강화하거나 약화시킨다. 여러 결합 부위 사이의 입체구조적 결합은 일반적으로 유연성이 더 큰 단백질보다 인공적인 시스템에서 훨씬 더 크다. 효율을 결정하는 매개변수(효과인자 E의 존재 및 부재 하에서 평형상수 Krel = KA(E)/KA의 비율로 측정됨)는 리간드 A의 결합을 위해 폐쇄된 또는 변형된 입체구조를 채택하는 데 필요한 입체구조적 에너지이다.
많은 다가 초분자 시스템에서는 결합된 리간드 사이에 직접적인 상호작용이 일어날 수 있으며, 이는 큰 협동성을 유발할 수 있다. 가장 일반적인 것은 이온쌍 수용체의 이온 간의 직접적인 상호작용이다. 이러한 협동성은 종종 알로스테릭 효과(allostery)라고도 불리지만, 여기서 입체구조적 변화가 반드시 결합 이벤트를 촉발하는 것은 아니다.

## 온라인 리소스

### 알로스테릭 데이터베이스
알로스테릭 조절은 오르토스테릭 부위와 지형적으로 구별되는 알로스테릭 부위에 리간드가 결합하여 생성되는 생물학적 거대분자 기능의 조절을 위한 직접적이고 효율적인 수단이다. 종종 높은 수용체 선택성과 낮은 표적 기반 독성으로 인해 알로스테릭 조절은 약물 발견 및 생명공학에서 점점 더 많은 역할을 할 것으로 예상된다. 알로스테릭 데이터베이스 (ASD)는 알로스테릭 분자의 구조, 기능 및 관련된 주석을 표시, 검색 및 분석하기 위한 중앙 리소스를 제공한다. 현재 알로스테릭 데이터베이스에는 100종 이상의 알로스테릭 단백질과 세 가지 범주의 조절인자(modulator) (활성화제, 저해제, 조절인자(regulator))가 포함되어 있다. 각 단백질에는 알로스테리(allostery), 생물학적 과정 및 관련 질병에 대한 자세한 설명과 결합 친화도, 물리화학적 특성 및 치료 영역이 있는 각 조절인자에 대한 주석이 달려 있다. 알로스테릭 데이터베이스에 알로스테릭 단백질의 정보를 통합하면 알려지지 않은 단백질에 대한 알로스테리(알로스테릭 효과)를 예측하고 실험적 검증을 수행할 수 있다. 또한 알로스테릭 데이터베이스에서 선별된 조절인자는 문의된 화합물에 대한 잠재적인 알로스테릭 표적을 조사하는 데 사용될 수 있으며 화학자가 새로운 알로스테릭 약물 설계를 위한 구조 변형을 구현하는 데 도움이 될 수 있다.

### 알로스테릭 잔기 및 그 예측
모든 단백질 잔기가 알로스테릭 조절에서 똑같이 중요한 역할을 하는 것은 아니다. 알로스테리에 필수적인 잔기(소위 "알로스테릭 잔기")의 식별은 특히 지난 10년 동안 많은 연구의 초점이 되어 왔다. 부분적으로 이러한 관심의 증가는 단백질 과학에서의 일반적인 중요성 때문일 뿐만 아니라 알로스테릭 잔기가 생의학적 맥락에서 활용될 수 있기 때문이다. 표적화하기 어려운 부위를 가진 약리학적으로 중요한 단백질은 관심 있는 1차 부위를 알로스테릭하게 조절할 수 있는 도달하기 쉬운 잔기를 대안적으로 표적화하는 접근 방식을 제공할 수 있다. 이러한 잔기는 광범위하게 표면 알로스테릭 아미노산 및 내부 알로스테릭 아미노산으로 분류될 수 있다. 표면 알로스테릭 부위는 일반적으로 내부 알로스테릭 부위와 근본적으로 구별되는 조절 역할을 한다. 표면 잔기는 알로스테릭 신호전달에서 수용체 또는 효과기 부위 역할을 할 수 있는 반면, 내부 잔기는 그러한 신호를 전달하는 역할을 할 수 있다.

## 같이 보기
- 알로스테릭 데이터베이스
- 비조화성
- 경쟁적 저해
- 협동적 결합
- 효소 반응속도론
- 단백질 동역학
- 수용체 이론